# Bingu wa Mutharika
Bingu wa Mutharika, geboren als Brightson Webster Ryson Thom (Thyolo, 24 februari 1934 – Lilongwe, 5 april 2012), was een Malawische econoom en politicus. Van 2004 tot zijn dood in 2012 was hij president van Malawi. 

## Biografie
Mutharika werd in 1934 geboren in het toenmalige Nyasaland. Hij volgde onderwijs in zijn geboorteplaats Thyolo, in Blantyre en in Dedza. In 1956 ging hij in militaire dienst. In 1964 werd hij door de toenmalige premier Hastings Kamuzu Banda geselecteerd voor een studiebeurs, waarmee hij naar India kon reizen. Aan de Universiteit van Delhi behaalde hij een bachelor en daarna een MA in economie. Later behaalde hij een doctoraat in ontwikkelingseconomie aan de Pacific Western University in het Amerikaanse Californië.
Als econoom was Mutharika onder meer actief als administratief medewerker van de regeringen van Nyasaland (1963-1964) en Zambia (1965-1966) en werkte hij als leningsfunctionaris bij de Wereldbank. Ook bekleedde hij verschillende posten bij de Verenigde Naties; zo was hij tussen 1978 en 1990 directeur voor handels- en ontwikkelingsfinanciering voor Afrika en tussen 1991 en 1997 secretaris-generaal van de Gemeenschappelijke Markt voor Oostelijk en Zuidelijk Afrika (COMESA).

### Politieke activiteiten
Samen met Bakili Muluzi was Mutharika in 1992 een van de oprichters van het liberale United Democratic Front (UDF). Bij de verkiezingen van 1994, de eerste sinds de onafhankelijkheid van Malawi waarbij meerdere partijen waren toegelaten, wisten zij een overtuigende zege te boeken en daarmee de zittende president Hastings Kamuzu Banda na ruim drie decennia te verslaan. Muluzi nam het presidentschap over, maar diens economische koers verloor al gauw de steun van Mutharika, die in 1997 besloot de UDF te verlaten en een eigen partij op te richten, de United Party (UP). Hiermee deed hij tijdens de verkiezingen van 1999 een poging om Muluzi van de troon te stoten, maar Mutharika behaalde nog geen half procent van het totale aantal stemmen.
Toen hem in 1999 aangeboden werd om vice-gouverneur te worden van de centrale bank van Malawi, besloot Mutharika de UP op te heffen en zich wederom aan te sluiten bij het UDF. In 2002 werd hij benoemd tot minister van Economische Planning en Ontwikkeling. In de aanloop naar de presidentsverkiezingen van 2004 schoof Muluzi, die zich na twee ambtstermijnen niet opnieuw verkiesbaar mocht stellen, Mutharika naar voren als zijn opvolger. Mutharika slaagde er vervolgens in deze verkiezingen te winnen en het UDF aldus aan de macht te houden. Hij behaalde bijna 1,2 miljoen stemmen, tegenover 937.000 stemmen voor zijn naaste uitdager John Tembo van de Malawi Congress Party (MCP). Op 24 mei 2004 werd Mutharika beëdigd als president.

### Presidentschap
Na grote onenigheid met partijleider Muluzi en diens aanhangers, besloot Mutharika het UDF in februari 2005 opnieuw te verlaten en een eigen partij te stichten: de Democratic Progressive Party (DPP). Hij bleef desondanks president, waardoor het UDF in de oppositie belandde. Bij de presidentsverkiezingen van 2009 werd Mutharika, destijds 75 jaar oud, herkozen voor een tweede termijn.
Tijdens zijn presidentschap zette Mutharika zich in voor economische hervormingen en de bestrijding van corruptie. Er werd ook geïnvesteerd in onder meer onderwijs en plattelandsontwikkeling. Dankzij landbouwsubsidies werd in Malawi een hoge voedselzekerheid bereikt en minder mensen leefden onder de armoedegrens. Tegelijkertijd stegen zowel de prijzen als de werkloosheid, waardoor Mutharika te maken kreeg met grootschalige protesten. In 2011 vielen bij dergelijke protesten 18 doden. Door critici werd Mutharika omschreven als een autocraat, die een hardhandig optreden tegen journalisten en mensenrechtenactivisten niet schuwde. Desondanks was hij tussen 2010 en 2011 voorzitter van de Afrikaanse Unie.
Met het oog op de presidentsverkiezingen van 2014 begon Mutharika zijn jongere broer Peter Mutharika, die vanaf 2009 verschillende ministerschappen bekleed had, naar voren te schuiven om hem als partijleider (en president) op te volgen. Kritische DPP-kopstukken die het niet eens waren met deze gang van zaken, onder wie vicepresident Joyce Banda, werden uit de partij gezet. Op 5 april 2012, twee jaar voor het verstrijken van zijn presidentiële termijn, overleed Bingu wa Mutharika onverwacht aan een hartaanval. Hij werd 78 jaar oud. Het presidentschap werd overgenomen door vicepresident Banda, ondanks dat zij inmiddels niet meer tot de DPP behoorde en haar eigen People's Party (PP) had opgericht. Peter Mutharika werd partijleider van de DPP en slaagde erin de presidentsverkiezingen van 2014 te winnen, waarna hij tot 2020 president van Malawi was.

### Persoonlijk
Bingu wa Mutharika was getrouwd met Ethel Zvauya Mutharika (gestorven op 28 mei 2007 aan kanker), een dochter van een medisch assistent. Samen hadden ze vier kinderen. Op 1 mei 2010 hertrouwde hij met Callista Chimombo, zijn voormalige minister van toerisme. Mutharika was rooms-katholiek. Zijn hobby's waren golf, tennis, zwemmen, fotograferen, boeken schrijven, vissen en luisteren naar klassieke muziek. In februari 2011 publiceerde hij zijn visie op de toekomst van Afrika in het vuistdikke boek (700 pagina's) The African Dream.